# Vasile Mesardonites
Vasile Mesardonites a fost catepan de Italia, a fost reprezentantul bizantin, din anul 1010 până în 1016 sau 1017, (n. sec.X - d. 1017)
Vasile Mesardonites i-a succedat catepanului Ioan Curcuas, care a murit în lupta împotriva longobarzilor răsculați sub conducerea lui Melus din Bari. În martie 1010, Vasile a debarcat în sudul Italiei cu noi trupe trimise de la Constantinopol, având alături și pe generalul Leon Tornikios Kontoleon, streategul de Cefalonia. Vasile a trecut imediat la asedierea răsculaților din Bari. Cetățenii greci ai orașului au început negocierile cu Vasile și i-au forțat pe conducătorii longobarzi, Melus și Dattus, să caute refugiu. Catepanul Mesardonites a intrat în oraș la 11 iunie 1011, restabilind astfel autoritatea bizantină. El nu a recurs la măsuri severe de represiune, ci s-a limitat la a trimite familia lui Melus, inclusiv pe fiul acestuia Argyrus, la Constantinopol. Următoarea mișcare promovată de Vasile Mesardonites a fost să atragă de partea Bizanțului cât mai multe principate longobarde posibil. El a efectuat o vizită la Salerno în octombrie, unde principele Guaimar al III-lea a devenit nominal vasal bizantin. Apoi, a trecut la Montecassino, în care mănăstire Dattus, cumnatul lui Melus de Bari, își găsise refugiul. Cu toate acestea, catepanul a confirmat toate privilegiile mănăstirii asupra proprietăților ei în teritoriul grecesc. Abatele de la Montecassino, Atenulf, era frate cu principele de Capua, Pandulf al IV-lea. Ca rezultat, Dattus a fost expulzat din mănăstire, găsind scăpare pe teritoriul papal. Mesardonites a menținut catepanatul grec într-o perioadă de pace până la moartea sa din 1016 sau, potrivit cronicarului Lupus Protospatarul, din 1017. El a fost înlocuit cu mai sus menționatul strategos de Cefalonia, Leon Tornikios Kontoleon.